# 特送船
特送船（とくそうせん）とは、対馬宗氏が李氏朝鮮に対して臨時の報告や交渉を行うために遣わした特送使の乗船のこと。
『海東諸国記』などによれば、癸亥約条によって宗氏の歳遣船を50隻に制限した際に、臨時に報告すべき事態があれば例外的に定数外の船の派遣を認めたものであるとされている。宗氏は特送使に持たせる書契に図書を三か所押したので、朝鮮側では三著図書特送線、対馬側では三ツ印の船と呼んだ。臨時の使者を乗せた船であることから朝鮮側は多額の接待費を用いて接待し、搭載貨物の貿易も認めたために宗氏側は事あるごとに特送船を派遣して貿易の利益拡大を図った。このため、次第に朝鮮側の反発が強まり、三浦の乱後に結ばれた壬申約条では特送船は禁じられた。宗氏は何とかして特送船を派遣しようとしたが、朝鮮側は国王即位の祝賀など目的が明確な場合以外の受け入れを拒んだ。その後、丁未約条・丁巳約条でもこの路線が継続され、一時的に受け入れの緩和が行われた時期もあったが、本格的な再開は朝鮮出兵後の己酉約条においてである。ただし、この時は特送船3隻は歳遣船（当時は年20隻）の中に数えられることとなった。1635年に年例送使制度が確立されると、特送船は1隻に限定されるようになるが、特送船そのものが通常の船に含まれるようになったために実際は通常の歳遣船と変わらなくなり、臨時の使船は別途仕立てられるようになった。明治維新後の1871年に廃止された。